# Floris van Assendelft
Floris van Assendelft (Glanerbrug, 7 december 1985) is een Nederlandse schaker. Sinds 2012 is hij een Internationaal Meester (IM). 
Floris van Assendelft studeerde aan de Rijksuniversiteit Groningen. Hij werkt als SAP-consultant bij Capgemini in Utrecht en woont in Den Haag.
- In 2001 speelde Floris mee in het Lost Boys toernooi en eindigde hij in groep B op de 17e plaats.
- Van 29 april t/m 7 mei 2005 speelde hij in Schagen mee in het Deloitte toernooi om het Nederlands kampioenschap van de jeugd, categorie tot 20 jaar, dat door Joost Michielsen met 7 punten uit 9 ronden gewonnen werd. Floris eindigde met 6 uit 9 op een gedeelde tweede plaats.[2]
- In 2005 werd hij Nederlands snelschaakkampioen bij de jeugd.
- Op 23 juni 2007 werd Van Assendelft Nederlands kampioen Lightning Chess.
- Van Assendelft was (onder andere) in 2008 schaakkampioen van de provincie Overijssel.
- In 2012 won hij de A-groep van het Open Drents Rapidtoernooi.[3]
- Sinds september 2012 heeft hij de titel Internationaal Meester. De normen hiervoor had hij behaald: in oktober 2008 op het Essent Open in Hoogeveen, waar hij onder andere won van grootmeester Michail Ulybin, in februari 2010 op het 26e Open toernooi in Cappelle-la-Grande, en in juli 2010 op het Najdorf-Open in Warschau.[4] De benodigde Elo-rating van 2400 bereikte hij in september 2012.
- In 2018 won hij met het team van Capgemini het Nederlands Kampioenschap Bedrijvenschaak.[5]

## Schaakverenigingen
Floris van Assendelft speelt voor Schaakvereniging Park Stockhorst en Schaakgenootschap Max Euwe, beide uit Enschede. In de hoogste Nederlandse klasse, de Meesterklasse, speelde hij voor de eerste keer in seizoen 2014/15, en wel voor SISSA Groningen.
 
In Duitsland speelt hij voor Düsseldorfer SK 1914/25. In de IJslandse competitie speelde hij in seizoen 2013/14 voor Skákdeild Fjölnis a-sveit. 